# Heraklejdes z Aleksandrii
Heraklejdes (gr.  Ἡρακλείδης) – starożytny grecki pięściarz pochodzący z egipskiej Aleksandrii, olimpijczyk.
Odniósł zwycięstwo w zawodach bokserskich na igrzyskach olimpijskich w 93 roku n.e. Zgodnie z relacją zamieszczoną przez Pauzaniasza (Wędrówka po Helladzie V 21,12-14) rywalem Heraklejdesa był jego rodak, Apollonios z przydomkiem Rantes. Przybył on jednak do Olimpii zbyt późno, usprawiedliwiając się niepomyślnymi wiatrami na morzu. Heraklejdes zdemaskował kłamstwo, zaświadczając, że przyczyną spóźnienia był udział Apolloniosa w dobrze płatnych igrzyskach w Jonii. Hellanodikowie (sędziowie) zdyskwalifikowali wówczas Apolloniosa i innych zawodników, którzy nie stawili się na czas, przyznając wieniec Heraklejdesowi. Wściekły Apollonios założył swoje rękawice bokserskie i rzucił się z pięściami na rywala, za co ukarano go grzywną.